# Ping Pong Summer
Pour plus de détails, voir Fiche technique et Distribution.
Ping Pong Summer est une comédie américaine écrite et réalisée par Michael Tully, sortie en 2014.

## Fiche technique
- Titre original : Ping Pong Summer
- Réalisation : Michael Tully
- Scénario : Michael Tully
- Direction artistique : Bart Mangrum
- Décors : Bob Weisz
- Costumes : Stephani Lewis
- Photographie : Wyatt Garfield
- Montage : Marc Vives
- Musique : Michael Montes
- Production : Jeffrey Allard, Brooke Bernard, Michael Gottwald, Lori Krein, Billy Peterson, George Rush et Ryan Zacarias
- Sociétés de production : Nomadic Independence Pictures, Compass Entertainment, Epic Match Media et Indie Entertainment
- Sociétés de distribution : Gravitas Ventures et Millennium Entertainment (États-Unis) ; Potemkine Films (France)
- Pays d'origine : États-Unis
- Langue originale : anglais
- Genre : comédie
- Durée : 92 minutes
- Dates de sortie :
  -  États-Unis : 18 janvier 2014 (Festival du film de Sundance) ; 6 juin 2014 (nationale)
  -  Suisse : 9 juillet 2014 (Festival international du film fantastique de Neuchâtel)
  -  France : 16 juillet 2014

## Distribution
- Marcello Conte : Rad Miracle
- Judah Friedlander : Anthony
- Amy Sedaris : Tante Peggy
- Lea Thompson : Mme Miracle
- John Hannah : M. Miracle
- Susan Sarandon : Randi Jammer
- Emmi Shockley : Stacey Summers
- Joseph McCaughtry : Lyle Ace
- Robert Longstreet : Oncle Jim

## Distinctions

### Récompenses
- Festival international du cinéma de Sarasota 2014 :
  - Prix du public du meilleur film
  - « Terry Porter Visionary Award »

### Nominations
- Festival international du film de SXSW 2014 : Prix de public